# Route nationale M5 (Moldavie)
Pour les articles homonymes, voir M5.
La route nationale M5 (roumain : Drumul național M5), appelée M14 à l'époque soviétique, est la plus longue route de Moldavie, avec 370 km (230 miles) du nord au sud-est. Elle a le statut de route nationale et c'est l'un des itinéraires les plus importants, car il relie les trois plus grandes villes de Moldavie à l'intérieur de ses frontières internationalement reconnues : Bălți, Chișinău et Tiraspol. Elle fait partie des routes européennes E58, E581 et E583.

## Description

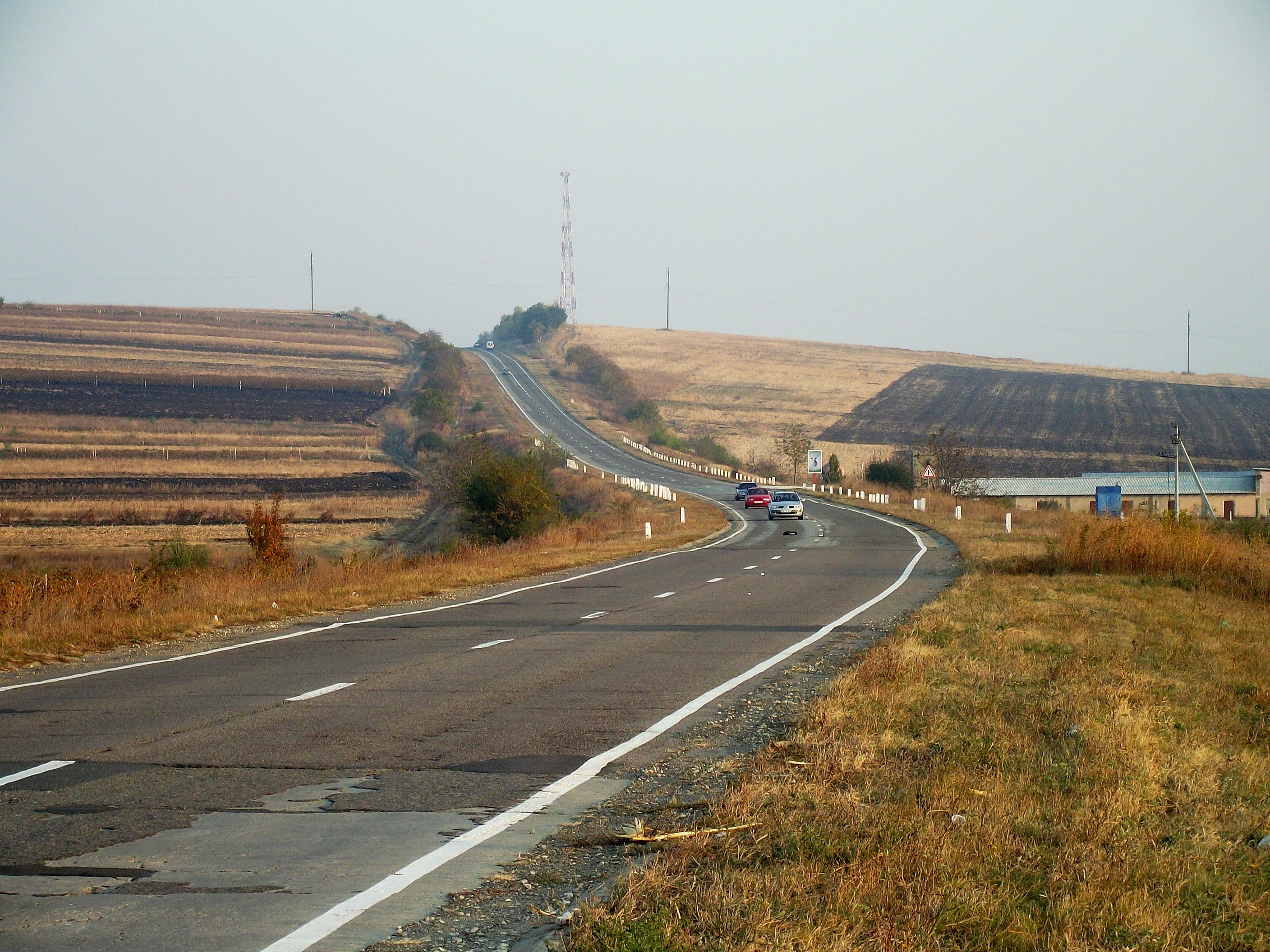
La M5 à Grătiești, au nord de Chișinău en 2011.

Le pont sur le Dniestr, à la frontière avec la Transnistrie, a été détruit au début des années 1990 et n'a été reconstruit qu'au début des années 2000. En raison de circonstances politiques, le pont est ensuite resté fermé pendant une longue période. En novembre 2017, les représentants du gouvernement de la République de Moldavie et de la Transnistrie se sont mis d'accord sur la réouverture du pont.